# Samuel Ting Graf
Samuel Ting Graf (født 15. maj 2000) er en dansk skuespiller, født og opvokset i Nyborg.  Han er mest kendt for sin medvirken i familiefilmene (Antboy, Antboy: Den Røde Furies hævn og Antboy 3) og Tv-serien Backstage. 
I Antboy spiller han Wilhelm, Antboys ven og partner. Wilhelm er en dedikeret tegneserienørd, som ved alt om tegneserier og superhelte.  
I Backstage på DR Ultra, spiller Samuel drengen Noa. Noa er søn af Gaffa-Torben og han samler på alt, mellem himmel og jord. Noa bliver forelsket i Ulrikke, men han kan ikke få sig selv til at sige, hvad han føler for hende. 
Samuel spillede professionelt teater for første gang, på Odense Teater, i 2009, siden da har han både spillet med i professionelle og amatør forestillinger
Samuel har medvirket på Nyborg Voldspil af flere omgange, bl.a. har han medvirket i Oliver, Snehvide og de syv små dværge, “Kærlighed ved første hik” og senest i forestillingen Grease.

## Filmografi
Spillefilm
- 2016 Antboy 3
- 2014 Antboy: Den Røde Furies hævn
- 2013 Antboy

### Tv
- Backstage:
  - Sæson 1, 2015

Teater
- Forår 2015: Viktors mørke side i Kærlighed ved Første Hik, Nyborg Voldspil
- Efterår 2014: ”Mads” i Teater Grob’s forestilling Hotel Nelson.
- Julen 2011: Prosit i Snehvide, Nyborg Voldspil
- Sommer 2011: Anton i Cirkus Summarum, DR og Muskelsvindsfonden
- Julen 2010: Peter i Peters Jul, Odense Teater

## Eksterne links
- Samuel Ting Graf på Internet Movie Database (engelsk)
- Samuel Ting Graf på Filmdatabasen
- Samuel Ting Graf på danskefilm.dk
- Samuel Ting Graf på danskfilmogtv.dk
- Samuel Ting Graf på Scope
- Samuel Ting Graf på AlloCiné (fransk)
- Samuel Ting Graf på AllMovie (engelsk)
- Samuel Ting Graf på The Movie Database (engelsk)